# 현유빈
현유빈(玄釉斌, 2002년 8월 26일 ~ )은 대한민국의 바둑 기사이다.

## 약력
강원도 출신으로 한종진 바둑 도장에서 이상헌 사범에게 바둑을 배웠다. 두터운 실리형 기풍을 갖고 있다. 렛츠런파크배 어린이 바둑대축제와 이창호배 초등최강부, 문화체육관광부 초등부에서 우승을 차지했고 2016년 제6회 영재입단대회를 통해 입단했다. 2017년 제5기 합천군 초청 하찬석국수배 영재바둑대회 16강과 2018년 제6기 하찬석국수배 영재바둑대회 본선 8강에 진출했다. 2021년 4단을 거쳐 2022년에 5단으로 승단했다.